# Weinmannia brachystachya
Weinmannia brachystachya är en tvåhjärtbladig växtart som beskrevs av Willdenow och Engler. Weinmannia brachystachya ingår i släktet Weinmannia och familjen Cunoniaceae. Inga underarter finns listade i Catalogue of Life.